# Direction départementale de l'emploi, du travail et des solidarités
En France, les directions départementales de l'emploi, du travail et des solidarités (DDETS) sont des services déconcentrés de l'État, prenant la forme d'une direction départementale interministérielle (DDI), officiant auprès du préfet de département dans les domaines de la politique de cohésion sociale, de développement de l'emploi, d'insertion sociale et professionnelle, de l'accès et du maintien dans le logement et du travail.

## Historique
Dans les années 1990, les directions régionales du travail, de l'emploi et de la formation professionnelle (DRTEFP) et les directions départementales du travail, de l'emploi et de la formation professionnelle (DDTEFP) constituent, dans chaque région et dans chaque département, les services déconcentrés du ministère du travail, de l'emploi et de la formation professionnelle.
Durant le quinquennat de Nicolas Sarkozy, la Révision générale des politiques publiques (RGPP) réorganise les services déconcentrés. Les directions régionales des entreprises, de la concurrence, de la consommation, du travail et de l'emploi (DIRECCTE) sont créées, elles comprennent des unités territoriales,. Le regroupement des compétences de l’Emploi et des Entreprises est similaire à l’organisation du Gouvernement François Fillon (2).
Une semaine avant le suicide d'un inspecteur du travail dans les locaux du ministère du Travail, de l'Emploi et de la Santé le 4 mai 2011, les organisations syndicales dénonçaient, lors de la réunion de la Commission permanente de modernisation de la Fonction publique du 28 avril 2011, « la poursuite d’une démarche technocratique et à marche forcée de la RGPP » dans le cadre de laquelle s'inscrit la réorganisation de ces services.
En 2021 les unités départementales des DIRECCTE (UD-DIRECCTE) et les directions départementales de la Cohésion sociale (DDCS) sont réorganisées pour former les directions départementales de l'emploi, du travail et des solidarités (DDETS) et, dans les départements de moins de 400 000 habitants, les directions départementales de l'emploi, du travail, des solidarités et de la protection des populations (DDETS-PP).

## Missions
Conformément aux dispositions du décret n° 2020-1545 du 9 décembre 2020, les DDETS seront chargées :
- de la prévention et de la lutte contre les exclusions, de la protection des personnes vulnérables, des fonctions sociales du logement, de l'inclusion des personnes en situation de handicap, de la protection de l'enfance, du travail social et de l'intervention sociale ;
- des actions sociales et économiques de la politique de la ville, de la lutte contre les discriminations et de la promotion de l'égalité des chances ;
- de l'inspection et du contrôle des conditions d'accueil et de fonctionnement des établissements et services sociaux ;
- du travail et notamment de l'amélioration de la qualité de l'emploi, des relations du travail et de l'inspection du travail ;
- de l'accès et du maintien dans l'emploi des personnes éloignées du marché du travail ;
- de l'anticipation et de l'accompagnement des mutations économiques ;
- du développement de l'emploi et des compétences ;
- du développement de l'accès à la formation professionnelle, à l'apprentissage et aux qualifications, dans le respect des exigences de qualité.

Elles apporteront notamment leur concours à l'insertion professionnelle des jeunes et des personnes vulnérables, aux droits des femmes et à l'égalité entre les femmes et les hommes. 
Elles pourront être chargées de l'intégration des populations immigrées et de l'organisation de l'accueil et de l'hébergement des demandeurs d'asile.